# Билов, Христиан Христианович
Христиан Христианович Билов (фон Билов) (1723—1773) — барон, мекленбургский дворянин на русской службе, бригадир. Погиб в бою за Татищеву крепость в начале Пугачёвского восстания. 
Согласно записи в послужном формуляре, барон фон Билов, «мекленбургской нации католицкого закона», был записан на российскую военную службу в 1731 году; в 1741 году был произведён в поручики, в1746 году — в капитаны. Участвовал в Семилетней войне.
В 1761 году был направлен на службу в Сибирскую губернию, в Вологодский драгунский полк, где он дослужился до чина полковника с назначением в командиры этого полка. В октябре 1772 года был переведён на гарнизонную службу с присвоением звания бригадира. В начале сентября 1773 года прибыл в Оренбург для занятия должности обер-коменданта Оренбургского гарнизона. Но это назначение не состоялось; 24 сентября по приказанию губернатора И. А. Рейнсдорпа он возглавил военный корпус (200 солдат, 150 казаков, 60 калмыков, орудийная батарея с канонирами) и выступил с ним к Илецкому городку, чтобы защитить его и прияцкие крепости от Пугачёва, начавшего со своими отрядами наступление от Яицкого городка к Оренбургу; 25 сентября Билов привёл свой корпус в Татищеву крепость и, переночевав тут, продолжил поход к Нижнеозерной крепости, которую утром того дня атаковал Пугачёв. Не дойдя до Нижнеозерной десяти верст, услышав пушечные выстрелы и оробев, он остановил дальнейшее продвижение. Не отважившись вступить во встречный полевой бой с пугачёвцами, повернул назад и возвратился в Татищеву крепость. День спустя, 27 сентября, эта крепость была атакована Пугачёвым и после ожесточенного боя взята им. Билов, тяжело раненный в бою, был добит повстанцами.
Билов упоминается А. С. Пушкиным в «Истории Пугачёва», в черновых её вариантах, в архивных заготовках к ней и в путевых «Оренбургских записях». Пушкин относил Билова к числу тех военачальников в бригадирских и генеральских чинах, которые «действовали слабо, робко, без усердия».